# Franciszek Piper
Franciszek Piper, né en 1941 est un chercheur, un historien et un auteur polonais.

## Biographie
Franciszek Piper est agrégé d'histoire de l'université Jagellonne de Cracovie.
La plupart de ses travaux concernent la Shoah en général et l'histoire du camp de concentration d'Auschwitz en particulier. Il a établi de la manière la plus rigoureuse possible le nombre de victimes des camps d'Auschwitz-Birkenau. Selon ses études, au moins 1.1 million d'individus y ont trouvé la mort dont 960 000 étaient des Juifs alors que le nombre officiel jusqu'à présent était de 4 millions, nombre diffusé par l'URSS,.
Auteur de plusieurs ouvrages, il est président du département d'Histoire du Musée national Auschwitz-Birkenau.

## Ouvrages
- (pl) Franciszek Piper, Zatrudnienie wiȩżniów KL Auschwitz : Organizacja pracy i metody eksploatacji siły roboczej, Oświȩcim, Państwowe Muzeum w Oświȩcimiu, 1981, 484 p.
- (de) Franciszek Piper, Auschwitz, 1940-1945 03, Vernichtung : Studien zur Geschichte des Konzentrations- und Vernichtungslagers Auschwitz, Oświęcim, Verlag des Staatlichen Museums Auschwitz-Birkenau, 1999, 412 p.
- (en) Franciszek Piper (trad. William Brand), Auschwitz, 1940-1945 3, mass murder : central issues in the history of the camp, Oświęcim, Auschwitz-Birkenau State Museum, 2000, 282 p. (initialement édité en Pologne en 1995)
- (en) Tadeusz Iwaszko, Hélèna Kubica, Franciszek Piper ...[et al.] (trad. William Brand), Auschwitz, 1940-1945 2, The prisonners-their life and work : central issues in the history of the camp, Oświęcim, Auschwitz-Birkenau State Museum, 2000, 452 p. (initialement édité en Pologne en 1995)